# St. Michael (Dietlikon)

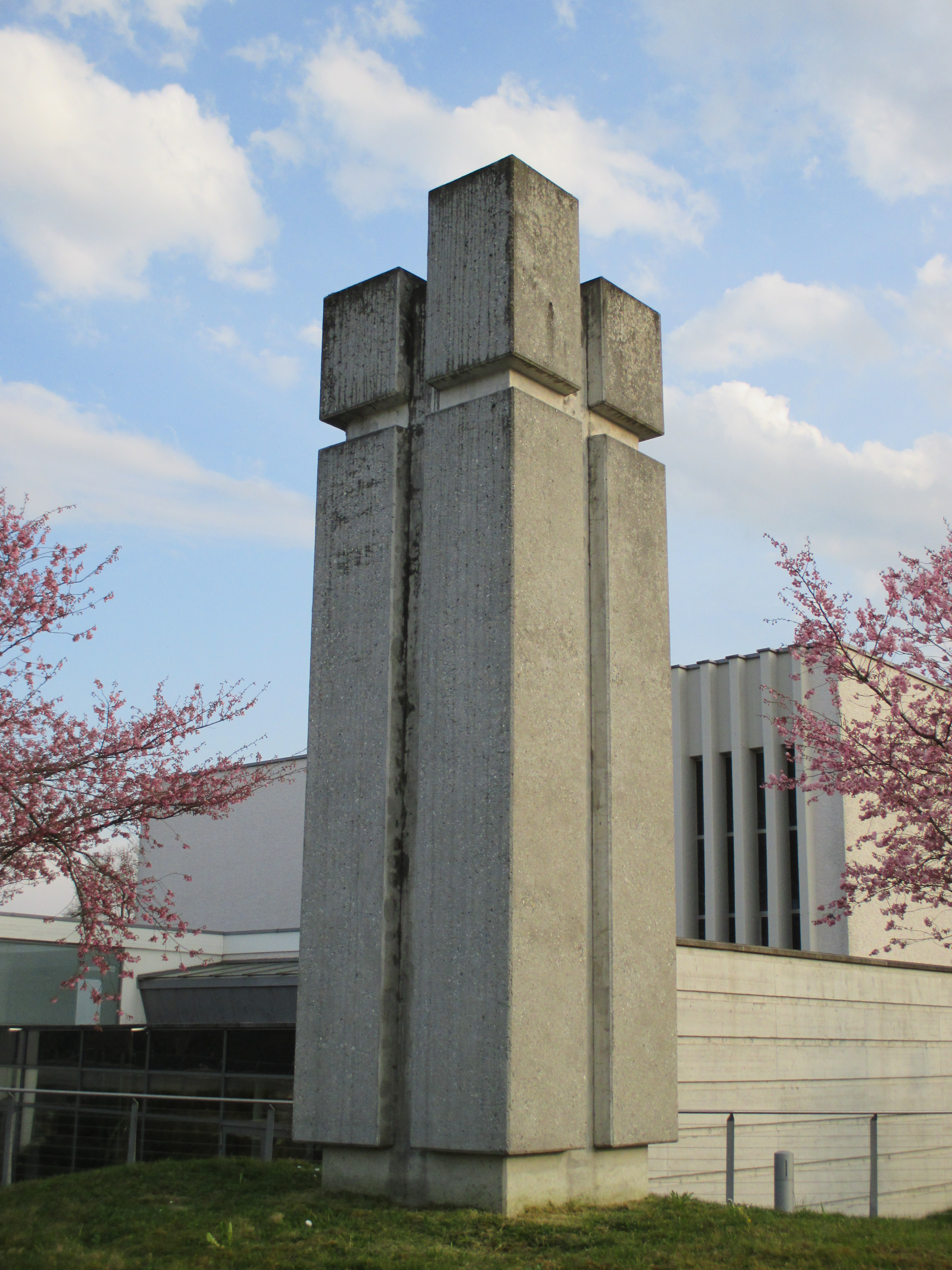
Kirche St. Michael Dietlikon

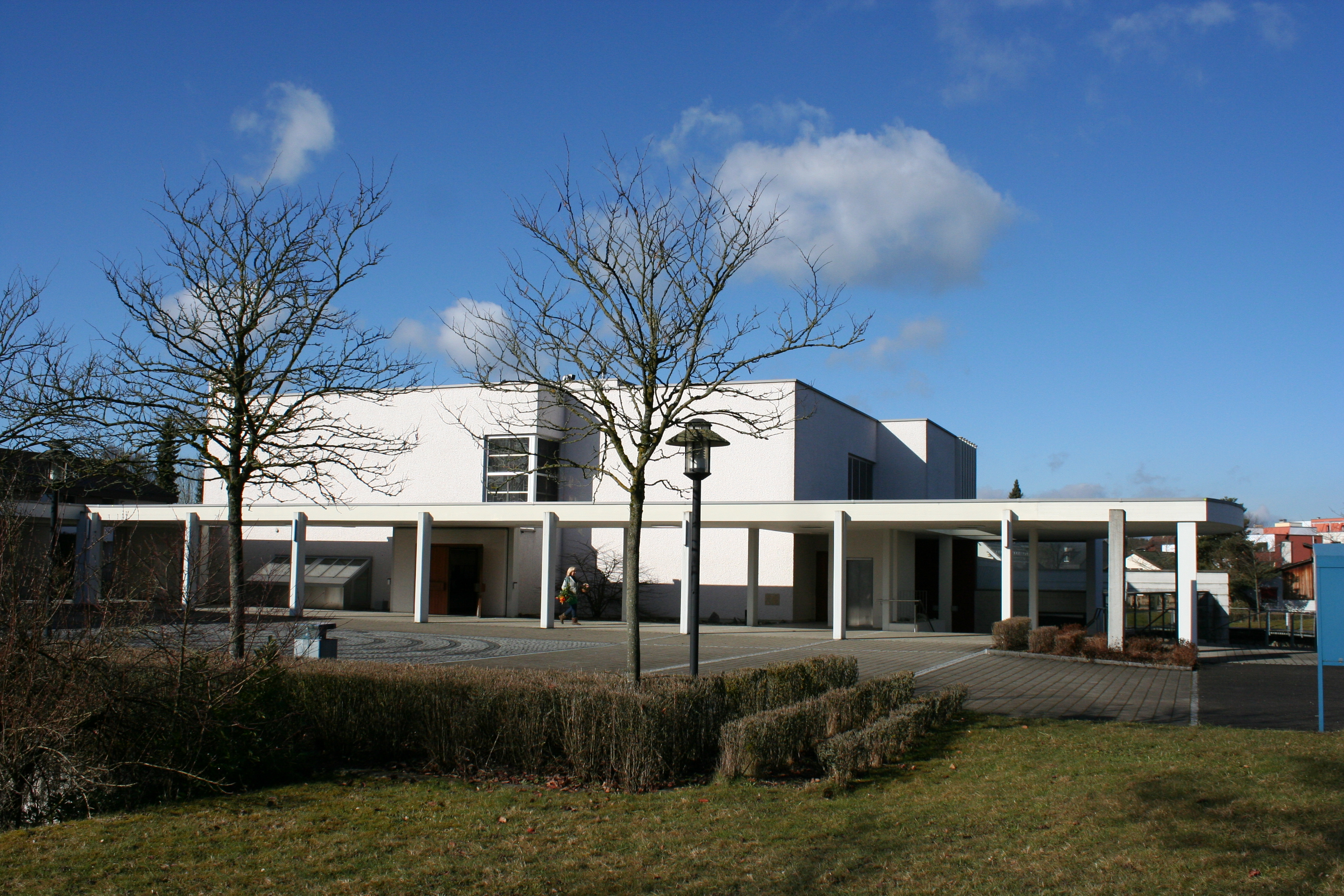
Ansicht von Osten

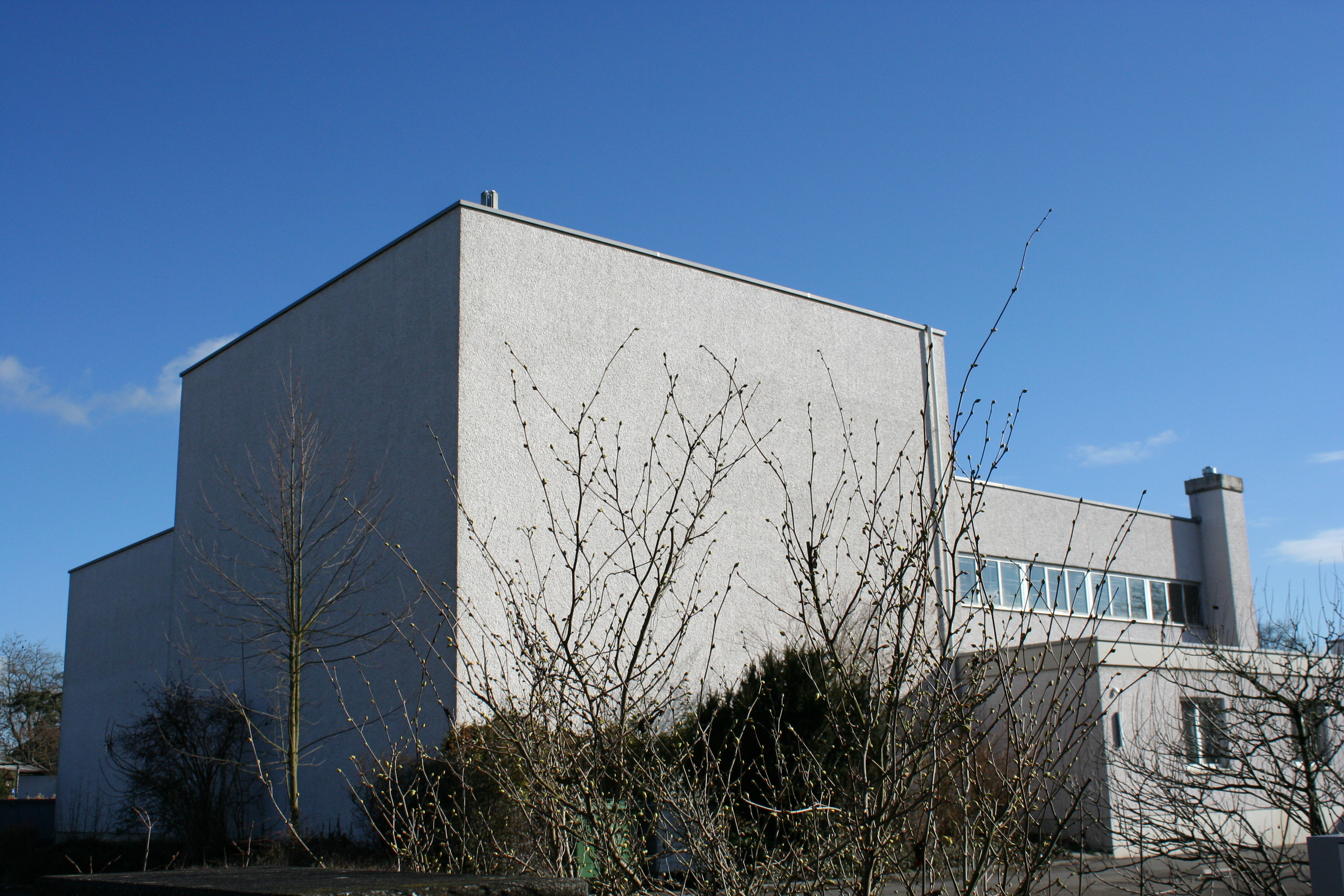
Ansicht von Südwesten

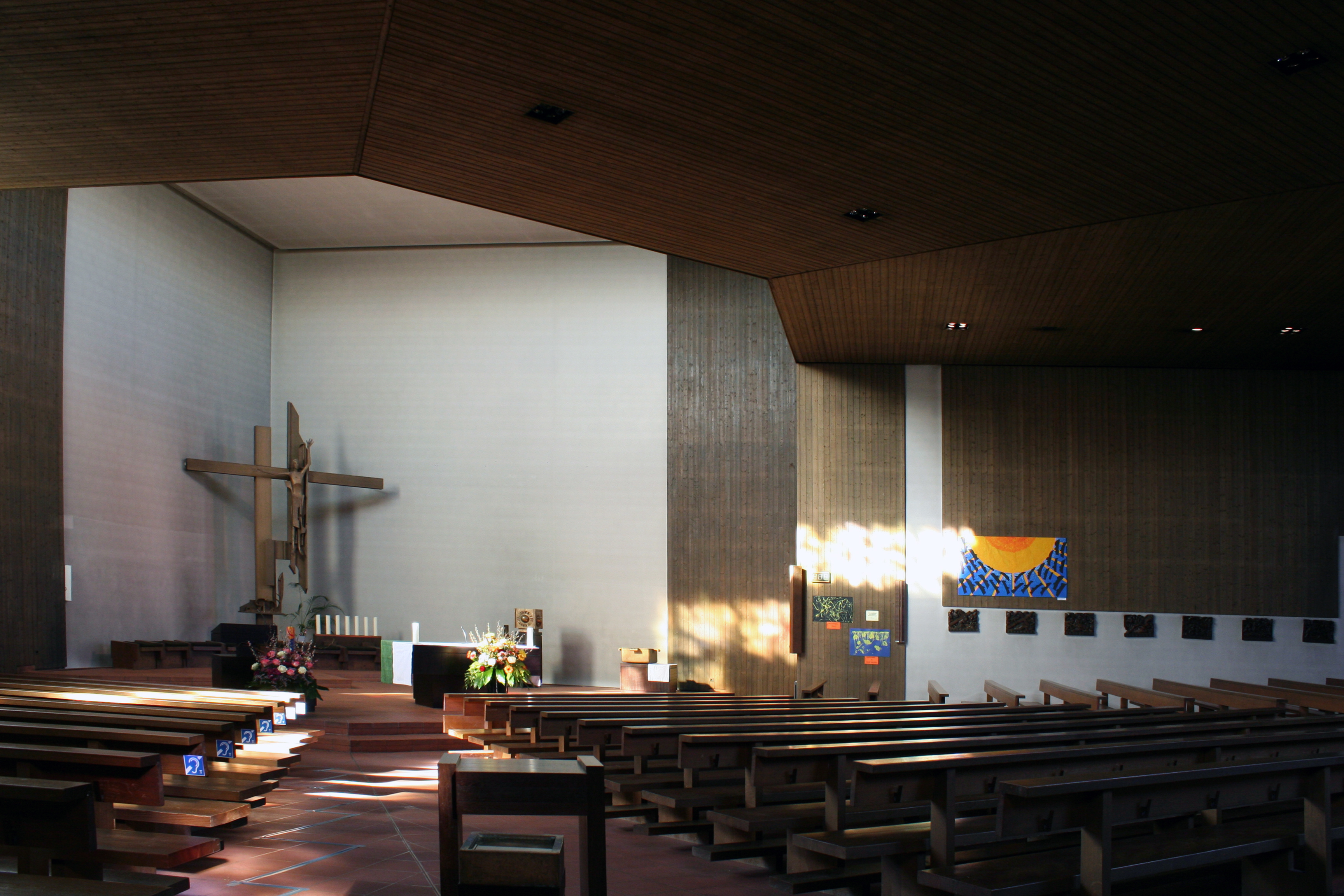
Innenansicht

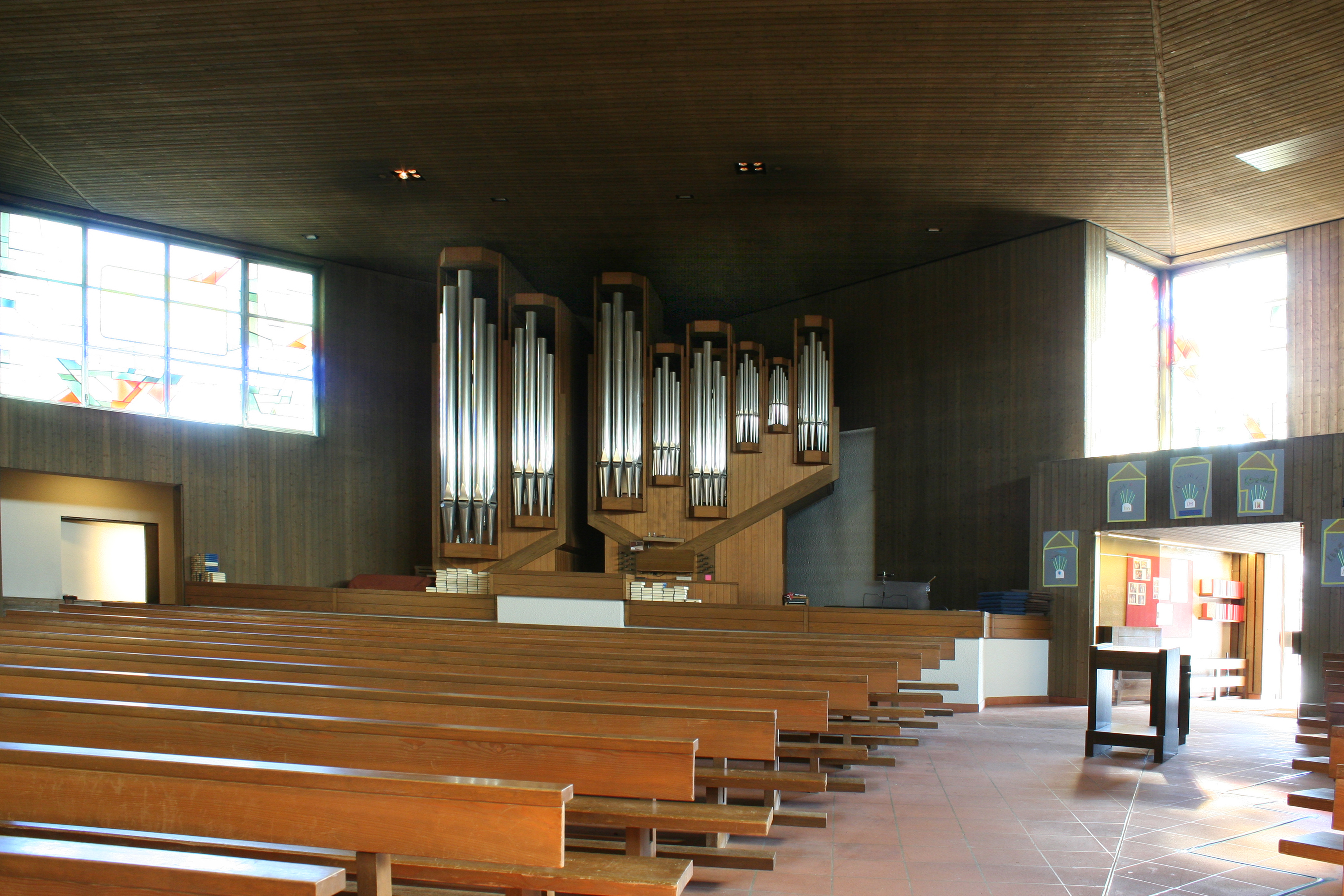
Blick zur Orgel

Die Kirche St. Michael ist die römisch-katholische Pfarrkirche von Dietlikon im Bezirk Bülach. Die dazugehörige Kirchgemeinde ist für Dietlikon und Wangen-Brüttisellen im Bezirk Uster zuständig.

## Geschichte

### Vorgeschichte und Namensgebung
Im Hochmittelalter muss in Dietlikon eine Kapelle bestanden haben, da im Jahr 1370 urkundlich bezeugt wurde, dass das Gotteshaus in Dietlikon eine Filiale der Pfarrei Kloten war. Das Vorhandensein einer Kapelle in Dietlikon ist seit dem Jahr 1447 urkundlich belegt. Im Zuge der Reformation in Zürich ab dem Jahr 1523 wurde diese Kapelle in Dietlikon der reformierten Kirche übergeben, welche sie im Jahr 1683 zur heutigen reformierten Kirche ausbaute. Im Mittelalter war in Dietlikon neben andern das Kloster Allerheiligen zu Schaffhausen begütert gewesen, die Kirchensteuer war ans Kloster Wettingen gegangen.
In Jahrhunderten nach der Reformation waren im Kanton Zürich katholische Gottesdienste verboten. Als im Jahr 1807 in Zürich die Tagsatzung stattfand, kam es zum sogenannten Toleranzedikt, das erstmals wieder katholische Gottesdienste gestattete, allerdings örtlich beschränkt. 1833 durften im Fraumünster Zürich katholische Gottesdienste gefeiert werden. 1842 wurde den in Zürich lebenden Katholiken die Augustinerkirche zur Verfügung gestellt. Als am 8. Juni 1873 die in Zürich lebenden Katholiken gegen das Unfehlbarkeitsdogma protestierten, traten sie mehrheitlich zur neu gegründeten christkatholischen Kirche über, wodurch die in der römisch-katholischen Kirche Verbliebenen eine neue Kirche bauen mussten. So entstand im Jahr 1874 die Kirche St. Peter und Paul in Zürich-Aussersihl, welche zur Mutterpfarrei von der Stadt und Region Zürich wurde, zu der auch Dietlikon gehört. Von St. Peter und Paul Zürich-Aussersihl aus entstand die Pfarrei Herz Jesu Zürich-Oerlikon im Jahr 1894 und von dieser wiederum im Jahr 1902 Maria Frieden Dübendorf, aus der schliesslich die heutige Kirchgemeinde Wallisellen/Wangen-Brüttisellen hervorging.
Mit der durch die Bundesverfassung von 1848 garantierten Niederlassungsfreiheit und im Rahmen der einsetzenden Industrialisierung zogen vermehrt Katholiken aus der Zentral- und Ostschweiz in die Region Zürich. Bis ins Jahr 1924 gehörten Dietlikon, Wangen-Brüttisellen und Wallisellen kirchlich zur Pfarrei Maria Frieden Dübendorf, danach waren Dietlikon und Brüttisellen für kurze Zeit nach Grafstal-Kemptthal kirchgenössig (welches heute zur Pfarrei St. Martin Illnau-Effretikon gehört). Die Katholiken von Wangen wurden jedoch immer von Dübendorf aus betreut. Als im Jahr 1927 die Pfarrei Wallisellen errichtet wurde, wurden die Katholiken von Dietlikon und Brüttisellen neu Wangen zugeordnet, Wangen blieb weiterhin bei Dübendorf. 1936 scheiterte aus finanziellen Gründen ein Versuch, in Dietlikon eine erste Kapelle zu errichten. 1949 versuchten die Katholiken vergeblich, in Brüttisellen einen Bauplatz für eine Kirche zu finden. Als nach dem Zweiten Weltkrieg in Dietlikon und Wangen-Brüttisellen ein Bauboom einsetzte, stieg auch die Zahl der Katholiken in den beiden politischen Gemeinden stetig an. In der Folgezeit förderten die zentrale Lage von Dietlikon und Wangen-Brüttisellen zwischen den Städten Zürich und Winterthur, die Nähe zum Flughafen Kloten und die Ansiedlung namhafter Betriebe in der Umgebung den kontinuierlichen Zuzug der Bewohner. Deshalb wurde die Entwicklung einer eigenen Pfarrei immer vordringlicher. Ein erster Schritt hierzu war das Einrichten regelmässiger Gottesdienste in Dietlikon bzw. Wangen-Brüttisellen. Seit dem 22. Februar 1953 konnte im ehemaligen Singsaal des Sekundarschulhauses Brüttisellen der Sonntagsgottesdienst gefeiert werden, zunächst einmal monatlich, später im Sommer zweimal und im Winter dreimal pro Monat. Als nach dem Umbau des Saales die Weiterführung der Gottesdienste verunmöglicht wurde, gewährte die reformierte Kirchgemeinde Dietlikon den Katholiken in ihrer Kirche Gastrecht. Vom 7. Juni 1964 bis zum 25. Oktober 1970 fand dort jeweils am Sonntagabend eine Heilige Messe statt.
Katholische Kirchen, die auf einem Hügel oder etwas erhöht liegen, wurden häufig dem Erzengel Michael geweiht, dem Bezwinger des Bösen. Zwei weitere Male geschah dies in der Region Zürich auch bei der Kirche St. Michael (Zollikerberg) und St. Michael (Uitikon). Dieses Patrozinium erhielten diese Kirchen, da der Erzengel Michael nach Daniel 10 und 12 sowie nach der Offenbarung 12 „der grosse Führer und Kämpfer gegen den Drachen und seinen Anhang“ gewesen sei. „Der Erzengel Michael soll also vom Berge aus alle Menschen behüten und beschützen helfen.“

### Entstehungs- und Baugeschichte
Im Jahr 1954 wurde ein Baugrundstück in Dietlikon südlich des Bahnhofs gekauft, das 1962 gegen ein geeigneteres Bauland im Fadacker getauscht wurde. Nachdem in Wallisellen im Jahr 1958 die heutige Kirche St. Antonius errichtet worden war, richtete sich das Augenmerk der katholischen Kirchgemeinde auf den Bau der katholischen Kirche in Dietlikon. Im Jahr 1959 wurde für das Dietliker Kirchenprojekt ein Sammelverein gegründet und in den katholisch geprägten Landesteilen erfolgte im Jahr 1960 ein Spendenaufruf für den Bau der Kirche. Als im Jahr 1963 die öffentlich-rechtliche Anerkennung der katholischen Kirche im Kanton Zürich stattfand, konnten in der Folge Kirchensteuern eingezogen werden, was den Bau der Kirche in Dietlikon in den Jahren 1969–1970 nach Plänen des Architekten Josef Marti ermöglichte. Am 7. September 1969 wurde der Grundstein für den Bau der heutigen Kirche St. Michael gelegt. An Allerheiligen des Jahres 1970 wurde die Kirche eingeweiht. Im Jahr 2000 wurde der Kirchenplatz neu gestaltet und im Jahr 2005 folgten die Erweiterung des Pfarrsaals und die Sanierung des Pfarreizentrums. Durch das Abtragen des Erdreichs veränderte sich das im Souterrain gelegene Pfarreizentrum zu einem lichtdurchfluteten variablen Raumensemble. Im Jahr 2020 erhielt die Kirche einen 18 Meter hohen Glockenturm, der von Architekt Pierre Ilg gestaltet wurde.
Die Pfarrei St. Michael in Dietlikon und Wangen-Brüttisellen ist eine Tochterpfarrei von St. Antonius Wallisellen. Am 1. August 1970 wurde das Pfarrrektorat St. Michael Dietlikon gegründet und per bischöfliches Dekret am 1. November 1970 zur eigenständigen Pfarrei erhoben. Das Territorium der Pfarrei wurde aus einem Zusammenzug von Gebieten, die bis anhin zu zwei Pfarreien gehörten, gebildet. Einerseits wurde die politische Gemeinde Dietlikon und der Ortsteil Brüttisellen – sie gehörten bis anhin zur Pfarrei St. Antonius, Wallisellen, und andererseits der Ortsteil Wangen – zur Pfarrei Maria Frieden Dübendorf gehörend – zum Territorium der Pfarrei St. Michael zugeschlagen. Nach wie vor gehört die Pfarrei St. Michael zur (politisch definierten) Kirchgemeinde von Wallisellen.
Heute zählt die Pfarrei 4'078 katholische Einwohner (Stand 2021), von denen jeweils etwa die Hälfte in Dietlikon und in Wangen-Brüttisellen wohnhaft sind. Dies entspricht ziemlich genau einem Drittel der Gesamtbevölkerung der beiden politischen Gemeinden. Von den Katholiken ist über ein Viertel ausländischer Herkunft, wobei die Italiener mit über 700 den Grossteil ausmachen.

## Baubeschreibung

### Äusseres
Das Auffälligste am Äusseren der Kirche St. Michael war bis 2020 das Fehlen eines Kirchturms, der die Menschen auf die Lage der Kirche hätte hinweisen können. Das Fehlen des Kirchturms ist in einen grösseren Zusammenhang zu stellen: Zum einen wollte man die im Diaspora-Gebiet erbaute Kirche bewusst dezent gestalten. Zum andern gerieten die Kirchen ab den 1960er Jahren generell unter Druck, weshalb man Kirchgebäude ohne dominante Wirkung im Siedlungsbild bauen wollte. Wichtiger als ein Kirchturm erschienen die Räumlichkeiten für die Gemeinde. In der Zeit nach dem Zweiten Vatikanischen Konzil konzipiert und erbaut, folgt die Kirche St. Michael mit angegliedertem Pfarreizentrum der Rückbesinnung auf die Bibel, dass die Kirche weniger aus einem repräsentativen Gotteshaus besteht, als vielmehr aus „lebendigen Steinen, zusammengehalten durch den Schlussstein im Gewölbe, den Eckstein Jesus Christus.“ Dass im Jahr 2020 die Kirche von Dietlikon einen 18 Meter hohen Kirchturm mit einem vierstimmigen Geläut erhielt, ist ein Zeichen des sich veränderten Selbstverständnisses der Christen: Die ab den 1990er Jahren im Kanton Zürich errichteten Kirchbauten wurden vermehrt so konzipiert, dass ihre äussere Gestalt erneut das Ortsbild mitprägt. Indem die Kirche St. Michael nachträglich einen Glockenturm erhielt, wurde ihr Äusseres dem nun vorherrschenden religiösen Selbstverständnis angepasst.
Das vierstimmige Geläut wurde im Jahre 2020 von der Glockengiesserei Rüetschi in Aarau gegossen und besitzt ein Gesamtgewicht von 1930 kg. Die Namen der vier Glocken greifen Themen auf, die die Theologie und das Kirchenverständnis der Gemeinde widerspiegeln.
| Nummer | Gewicht | Ton | Durchmesser | Widmung         |
| ------ | ------- | --- | ----------- | --------------- |
| 1      | 900 kg  | es1 | 1210 mm     | Weltkirche      |
| 2      | 530 kg  | g1  | 965 mm      | Schöpfung       |
| 3      | 290 kg  | b1  | 805 mm      | Glaubwürdigkeit |
| 4      | 210 kg  | c2  | 715 mm      | Frieden         |

Der Architekt Josef Marti gestaltete das Pfarreizentrum St. Michael als einladendes Begegnungszentrum mit Kirche, welches vorab genügend Raum für das Gemeindeleben ermöglicht. Zurückhaltend ordnet sich die Kirche St. Michael samt Pfarreizentrum und Pfarrhaus in die Umgebung ein. Der Vorhof, der zugleich Zugang zur Kirche, zur Sakristei und zum Pfarrhaus bildet, führt zu einem grossen Vordach, das Raum für Begegnungen vor dem Betreten des Gebäudeensembles bietet.

### Innenraum und künstlerische Ausstattung
Der Innenraum der Kirche wurde von Architekt Josef Marti als Ort der Begegnung, als „eine Art von grossem Wohnzimmer“ erbaut, „wo die Gläubigen einander im Herrn treffen“. Bewusst wurde bei der Gestaltung der Kirche auf Monumentalität verzichtet und darauf geachtet, dass die Kirche auch für Vorträge, Diskussionen und musikalische Aufführungen genutzt werden kann. Die Fenster im Kirchenraum wurden als Bänder angeordnet, die das Tageslicht dezent in den Raum einlassen. Das Zentrum der Kirche ist der Altarraum, um den sich die Kirchenbänke in drei Sektoren gruppieren. Die halbkreisförmig angeordneten Bänke greifen den Communio-Gedanken des Zweiten Vatikanischen Konzils auf, das die Einheit von Gläubigen und Seelsorgern betont hatte. Die künstlerische Ausstattung des Altarraums stammt vom Künstler Albert Wider, Widnau SG. Der Tabernakel, das Ewige Licht, das Taufbecken und die Weihwasserbecken enthalten Bronze-Elemente. Die Glasfenster wurden ebenfalls von Albert Wider gestaltet.
Der Künstler Albert Wider schreibt über die Gestaltung der Kirche St. Michael: „Im Kirchenraum, dem Ort der Begegnung, der grossen Wohnung, soll in der Schönheit des Kunstwerkes Gott gelobt und verherrlicht und den Gläubigen die inneren Tiefen des Glaubens empfänglich gemacht werden.“ Das Konzept der Ausstattung ist der Einsatz des Menschen für das Gute, das er zusammen mit dem Kirchenpatron, dem Erzengel Michael als Kämpfer für die Sache Gottes, erreichen soll. Der Tabernakel ist als Kubus gearbeitet und zeigt auf jeder Seite ein Relief. Auf der linken Seite ist Christus als Morgensonne dargestellt, die strahlend über der Erde aufsteigt. Die Vorderseite zeigt Christus als Mittagssonne, als Spender allen Lebens. Die rechte Seite symbolisiert Christus als Abendsonne, der unter die Menschen gekommen ist und unter den Menschen lebt. Die hintere Seite des Tabernakels zeigt schliesslich Christus in der Nacht, der immer da ist, in Freud und Leid. Über dem Altarraum befindet sich ein monumentales Kreuz, an dem sich der auferstandene Christus befindet. Karfreitag und Ostern, Tod und Leben, Trauer und Freude finden in dieser Gestaltung zusammen. Das Hauptfenster und die drei seitlichen Kirchenfenster sind dem Erzengel Michael gewidmet. Im Herbst 1976 wurden die Muttergottesstatue und die noch fehlenden Kirchenfenster in die Gestaltung der Kirche integriert. Auch diese Elemente stammten von Künstler Albert Wider.

### Orgel

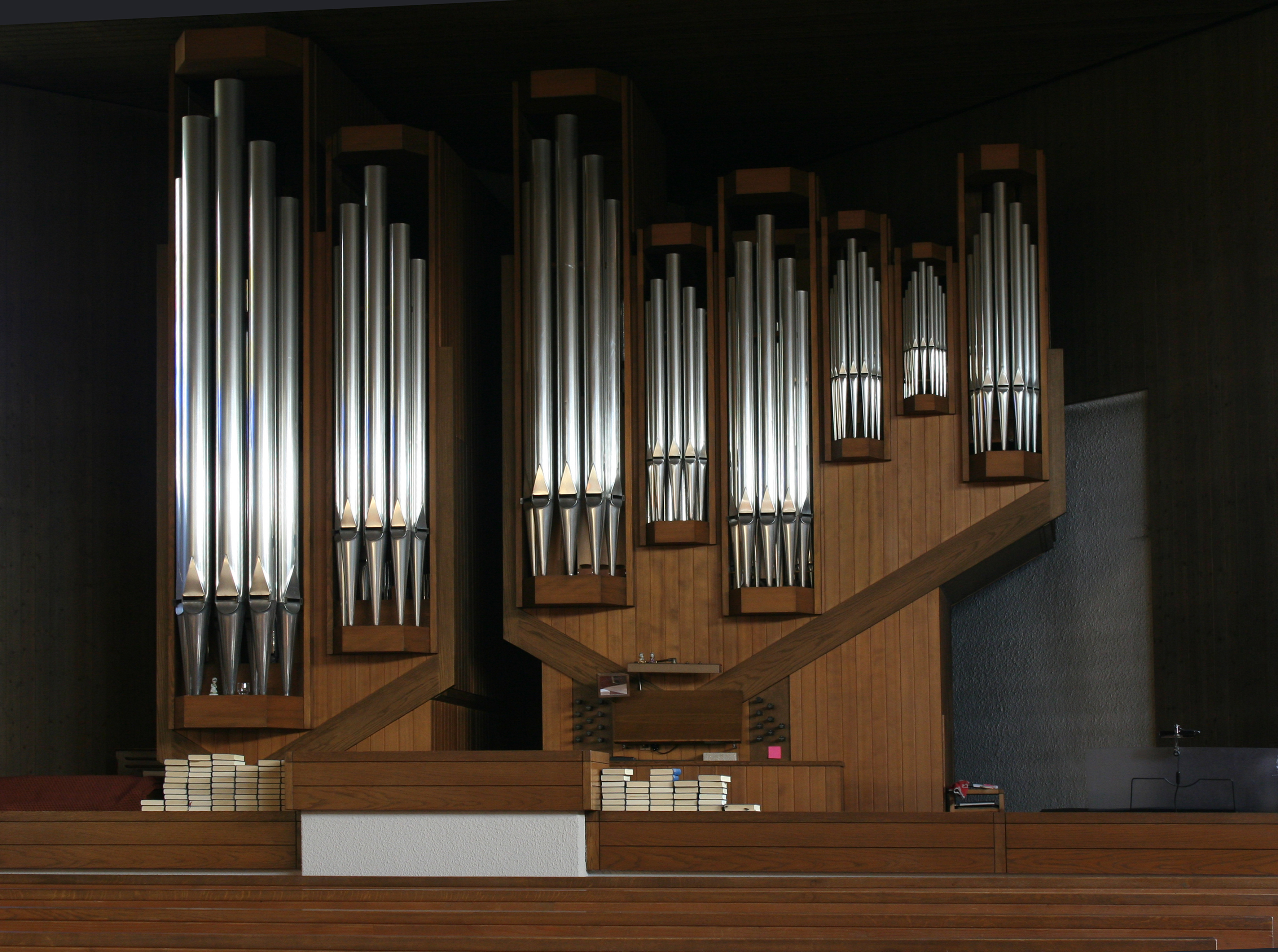
Graf-Orgel von 1979

Die Orgel stammt von der Firma Walter Graf, Sursee, aus dem Jahr 1979. Das Projekt und die Disposition erfolgten durch Siegfried Hildenbrand, die Intonation nahm Hans Spielmann vor. Der Prospektentwurf stammte von Lothar E. Banzhaf. Im Jahr 1996 erfolgte eine Revision durch Hans Spielmann von Orgelbau Graf AG.
| I Hauptwerk C–g3 |        |
| Quintade         | 16′    |
| Praestant        | 8′     |
| Rohrflöte        | 8′     |
| Octave           | 4′     |
| Blockflöte       | 4′     |
| Quinte           | 2 ⁄3′  |
| Superoctave      | 2′     |
| Terz             | 1 3⁄5′ |
| Mixtur IV–V      | 1 ⁄3′  |
| Trompete         | 8′     |
| Tremulant        |        |

| II Schwellwerk C–g3 |               |
| Holzgedackt         | 8′            |
| Violflöte           | 8′            |
| Praestant           | 4′            |
| Nachthorn           | 4'            |
| Flageolet           | 2'            |
| Terz-None           | 1 3⁄5′ + 8⁄9′ |
| Scharf III–IV       | 1′            |
| Vox humana          | 8′            |
| Tremulant           |               |

| Pedalwerk C–f1   |       |
| Praestant        | 16′   |
| Subbass          | 16′   |
| Flötbass         | 8′    |
| Piffaro          | 4′    |
| Rauschbass III   | 2 ⁄3′ |
| Lieblich Posaune | 16′   |
| Zinke            | 8′    |